# Несебир (футбольний клуб)
ОФК «Несебир» (болг. ОФК Несебър) — болгарський футбольний клуб з міста Несебир. Домашні матчі проводить на стадіоні «Несебир», що вміщає до 10 000 глядачів. Нині виступає у Третій аматорській футбольній лізі, третьому рівні в системі футбольних ліг Болгарії.

## Хронологія назв
- «Чорноморець» (1946 – 1948)
- «Червено знаме» (1949 – 1957)
- «Чорноморець» (1957 – 1979)
- «Слинчев Бряг» (1979 – 1993)
- «Несебир» (1993 – 1996)
- «Слинчев Бряг» (1996 – 2001)
- «Несебир» (2001 – 2002)
- «Слинчев Бряг» (2002 – 2003)
- «Несебир» (от 2003...)

## Історія
Клуб був заснований в 1946 році під назвою «Чорноморець». Після 1949 року через появу у комуністичній Болгарії ДСО він був розділений на «Динамо» і «Червено знаме». У 1957 році «Чорноморець» був відроджений. З 1979 по 2003 рік клуб носив назву «Слинчев Бряг» за виключенням періоду з 1993 по 1996 рік та з 2001 по 2002 рік, коли він був відомий як ПФК «Несебир». З 2003 року клуб знову називався ПФК «Несебир», а з 2012 року він відомий як ОФК «Несебир».
У 2004 році «Несебир» посів третє місце в Групі Б, який вивів клуб у головну болгарську футбольну лігу, вперше в його історії. Однак дебютний сезон на найвищому рівні виявився невдалим для «Несебира», який зайняв за його підсумками передостаннє місце, здобувши п'ять перемог у 30 матчах, і вилетів назад у Групу Б.
У сезоні 2009/10 «Несебир» посів друге місце у Східній групі Б, набравши однакову кількість очок з «Каліакрою», яка зайняла першу позицію. Це дало йому право зіграти у матчі за вихід у Групі А з софійським «Академіком», який став другим у Західній групі «Б». 23 травня 2010 року на стадіоні «Берое» у Старій Загорі «Несебир» програв «Академіку» з рахунком 1:2 і втратив шанс підвищитися в класі. Через два роки він і зовсім вилетів в Групу В, зумівши повернутися назад лише в 2016 році. Втім 2019 року команда знову вилетіла до Третьої аматорської ліги.

## Статистика виступів
| Сезон   | Дивізіон    | Місце | Кубок            |
| ------- | ----------- | ----- | ---------------- |
| 1962-63 | A РФГ (III) | 12    | Не брав участі   |
| -       |             |       |                  |
| 1965-66 | A РФГ (III) | 9     | Не брав участі   |
| -       |             |       |                  |
| 1969-70 | A РФГ (III) | 11    | Не брав участі   |
| 1970-71 | A РФГ (III) | 9     | Не брав участі   |
| 1971-72 | A РФГ (III) | 3     | Не брав участі   |
| 1972-73 | A РФГ (III) | 3     | Не брав участі   |
| 1973-74 | A РФГ (III) | 1     | Не брав участі   |
| 1974-75 | Б ПФГ (ІІ)  | 11    | Попередній раунд |
| 1975-76 | Б ПФГ (ІІ)  | 4     | 1/16 фіналу      |
| 1976-77 | Б ПФГ (ІІ)  | 18    | 1/16 фіналу      |
| 1977-78 | A РФГ (III) | 1     | Не брав участі   |
| 1978-79 | Б ПФГ (ІІ)  | 13    | 1/16 фіналу      |
| 1979-80 | Б ПФГ (ІІ)  | 10    | 1/16 фіналу      |
| 1980-81 | Б ПФГ (ІІ)  | 4     | Другий раунд     |
| 1981-82 | Б ПФГ (ІІ)  | 14    | Не брав участі   |
| 1982-83 | Б ПФГ (ІІ)  | 18    | Не брав участі   |

| Сезон   | Дивізіон    | Місце | Кубок           |
| ------- | ----------- | ----- | --------------- |
| 1983-84 | В АФГ (ІІІ) | 6     | Не брав участі  |
| 1984-85 | В АФГ (ІІІ) | 5     | 40              |
| 1985-86 | В АФГ (ІІІ) | 12    | Не брав участі  |
| 1986-87 | В АФГ (ІІІ) | 5     | Не брав участі  |
| 1987-88 | В АФГ (ІІІ) | 4     | Не брав участі  |
| 1988-89 | В АФГ (ІІІ) | 6     | Не брав участі  |
| 1989-90 | В АФГ (ІІІ) | 1     | Невідомо        |
| 1990-91 | Б ПФГ (ІІ)  | 16    | Третій раунд    |
| 1991-92 | Б ПФГ (ІІ)  | 15    | 1/8 фіналу      |
| 1992-93 | Б ПФГ (ІІ)  | 16    | Четвертий раунд |
| 1993-94 | Б ПФГ (ІІ)  | 9     | Перший раунд    |
| 1994-95 | Б ПФГ (ІІ)  | 13    | Не брав участі  |
| 1995-96 | В АФГ (ІІІ) | 2     | Не брав участі  |
| 1996-97 | В АФГ (ІІІ) | 5     | Не брав участі  |
| 1997-98 | В АФГ (ІІІ) | 14    | Не брав участі  |
| 1998-99 | В АФГ (ІІІ) | 6     | Не брав участі  |
| 1999–00 | В АФГ (ІІІ) | 1     | Другий раунд    |
| 2000–01 | Б ПФГ (ІІ)  | 6     | Другий раунд    |

| Сезон   | Дивізіон        | Місце | Кубок          |
| ------- | --------------- | ----- | -------------- |
| 2001–02 | В АФГ (ІІІ)     | 4     | Другий раунд   |
| 2002–03 | В АФГ (ІІІ)     | 1     | 1/8 фіналу     |
| 2003–04 | Б ПФГ (ІІ)      | 3     | Перший раунд   |
| 2004–05 | A ПФГ (І)       | 15    | Другий раунд   |
| 2005–06 | Б ПФГ (ІІ)      | 8     | Другий раунд   |
| 2006–07 | Б ПФГ (ІІ)      | 4     | Другий раунд   |
| 2007–08 | Б ПФГ (ІІ)      | 4     | Перший раунд   |
| 2008-09 | Б ПФГ (ІІ)      | 6     | Чвертьфінал    |
| 2009-10 | Б ПФГ (ІІ)      | 2     | Перший раунд   |
| 2010-11 | Б ПФГ (ІІ)      | 5     | Перший раунд   |
| 2011-12 | Б ПФГ (ІІ)      | 9     | Другий раунд   |
| 2012–13 | В АФГ (ІІІ)     | 6     | Не брав участі |
| 2013–14 | В АФГ (ІІІ)     | 5     | Не брав участі |
| 2014–15 | В АФГ (ІІІ)     | 10    | Не брав участі |
| 2015–16 | В АФГ (ІІІ)     | 1     | Другий раунд   |
| 2016–17 | Друга ліга (ІІ) | 9     | Перший раунд   |
| 2017–18 | Друга ліга (ІІ) | 5     | Перший раунд   |
| 2018–19 | Друга ліга (ІІ) | 15    | Перший раунд   |

| Сезон   | Дивізіон         | Місце | Кубок          |
| ------- | ---------------- | ----- | -------------- |
| 2019–20 | Третя ліга (ІІІ) | 9     | Не брав участі |

## Найкращі результати
- Група A: 15 місце (2004–05)
- Група Б: 2 місце (2009-10)
- Група В: Переможець Південно-східної групи (1989–90, 1999–2000, 2002–03, 2015–16)
- Регіональна група: Переможець (1973–74, 1977–78)
- Кубок Болгарії: 1/4 фіналу (2008–09)
- Кубок Радянської Армії: 1/8 фіналу (1982–83)
- Кубок Болгарської аматорської ліги[en]: Володар (2016)